# Lista de Estados soberanos e territórios dependentes por continente
Esta é uma lista de Estados soberanos e territórios dependentes do mundo organizados por continente, mostrados com suas respectivas cidades capitais, bandeira e observações adicionais. A lista contém:
- 193 Estados-membros da Organização das Nações Unidas (ONU) (negrito);
- 2 Estados com estatuto de observador da ONU (negrito e *);
- 13 outros Estados, com reconhecimento internacional parcial ou nulo (negrito e itálico);
- 55 territórios dependentes (itálico);
- 5 territórios reivindicados ao abrigo do Tratado da Antártida (itálico e #);
- 4 territórios com estatuto especial reconhecido por tratados ou acordos internacionais (itálico e §).

Algumas das entidades poderão aparecer listadas em mais do que um continente, já que existem divergências quanto aos critérios de divisão continental.
Quando partes integrantes de um Estado ou território dependente se situam num continente diferente do território principal do Estado ou território dependente a que pertecem, estes surgem alfabeticamente pelo nome do país ao qual pertencem com o seu nome em baixo (Ex.: na América encontrar-se-á "França" e em baixo "apenas: Guadalupe, Guiana Francesa e Martinica", enquanto que em África estará "Espanha" e em baixo "apenas: Ceuta, Melilha, etc.")

## África
| Bandeira                                  | Nome/nome oficial | Capital | Observações |
| ----------------------------------------- | --- | --- | --- |
| África do Sul                             | África do Sul (República da África do Sul) | Blumefontaina (judicial) Cidade do Cabo (legislativa) Pretória (administrativa/executiva)                                                  | As Ilhas do Príncipe Eduardo, parte integrante do território da África do Sul, apesar de politicamente ligadas a África, poderão ser consideradas como fazendo parte da Antártida.                                                                                            |
| Angola                                    | Angola (República de Angola) | Luanda | |
| Argélia                                   | Argélia (República Democrática e Popular da Argélia) | Argel | |
| Benim                                     | Benim (República do Benim) | Cotonu (sede de governo) Porto Novo (oficial)                                                                                              | |
| Botswana                                  | Botsuana (República do Botsuana) | Gaborone | |
| Burquina Fasso                            | Burquina Fasso | Uagadugu | |
| Burundi                                   | Burúndi (República do Burúndi) | Guitega | |
| Cabo Verde                                | Cabo Verde (República de Cabo Verde) | Praia | |
| Camarões                                  | Camarões (República dos Camarões) | Iaundé | |
| República Centro-Africana                 | República Centro-Africana | Bangui | |
| Chade                                     | Chade (República do Chade) | Jamena | |
| Comores                                   | Comores (República das Comores) | Moroni | |
| República Democrática do Congo            | República Democrática do Congo | Quinxassa | |
| República do Congo                        | República do Congo | Brazavile | |
| Costa do Marfim                           | Costa do Marfim (República da Costa do Marfim) | Abijão (sede de governo) Iamussucro (oficial)                                                                                              | |
| Egito                                     | Egito (República Árabe do Egito) | Cairo | O território do Egito a leste do Canal do Suez encontra-se na Ásia. |
| Eritreia                                  | Eritreia (Estado da Eritreia) | Asmara | |
| Espanha                                   | Espanha (Reino de Espanha) apenas: Canárias Ceuta Melilha Ilha de Alborão Praças de soberania (Penedo de Alhucemas, Ilhas Chafarinas e Penedo de Vélez de la Gomera)                                                         | Las Palmas de Gran Canaria e Santa Cruz de Tenerife (Canárias) Ceuta (Ceuta) Melilha (Melilha) — (Ilha de Alborão) — (Praças de soberania) | Espanha encontra-se na sua grande maioria na Europa. No entanto, as cidades de Ceuta e Melilha localizam-se em território africano. As praças de soberania, a ilha de Alborão e as Canárias pertencem à placa continental africana e têm África como continente mais próximo. |
| Essuatíni                                 | Essuatíni (Reino de Essuatíni) | Lobamba (real e legislativa) Mebabane (administrativa)                                                                                     | |
| Etiópia                                   | Etiópia (República Democrática Federal da Etiópia) | Adis Abeba | |
| França                                    | França (República Francesa) apenas: Maiote Reunião | Mamudzu (Maiote) São Dinis (Reunião) | Maiote e a Reunião são departamentos ultramarinos de França, país na sua grande maioria localizado na Europa e, como tal, fazem parte integrante do território da República Francesa, não sendo territórios dependentes. Ambos situam-se em África.                           |
| Gabão                                     | Gabão (República Gabonesa) | Librevile | |
| Gâmbia                                    | Gâmbia (República da Gâmbia) | Banjul | |
| Gana                                      | Gana (República do Gana) | Acra | |
| Guiné                                     | Guiné (República da Guiné) | Conacri | |
| Guiné-Bissau                              | Guiné-Bissau (República da Guiné-Bissau) | Bissau | |
| Guiné Equatorial                          | Guiné Equatorial (República da Guiné Equatorial) | Malabo | |
| Iémen                                     | Iémen (República do Iémen) apenas: Socotorá | Hadibu (Socotorá) | A ilha de Socotorá, parte integrante do Iémen, país na sua grande maioria localizado na Ásia, é considerada como fazendo parte de África. |
| Itália                                    | Itália (República Italiana) apenas: Pantelária Lampedusa e Lampione | Pantelária (Pantelária) Lampedusa (Lampedusa)                                                                                              | A Pantelária e as ilhas de Lampedusa e de Lampione (as duas últimas, parte das Ilhas Pelágias), todas pertencentes a Itália, país na sua grande maioria localizado na Europa, têm África como continente mais próximo.                                                        |
| Djibouti                                  | Jibuti (República do Jibuti) | Jibuti | |
| Lesoto                                    | Lesoto (Reino do Lesoto) | Maseru | |
| Libéria                                   | Libéria (República da Libéria) | Monróvia | |
| Líbia                                     | Líbia (Estado da Líbia) | Trípoli | |
| Madagascar                                | Madagáscar (República de Madagáscar) | Antananarivo | |
| Malawi                                    | Maláui (República do Maláui) | Lilongué | |
| Mali                                      | Mali (República do Mali) | Bamaco | |
| Marrocos                                  | Marrocos (Reino de Marrocos) | Rabate | |
| Maurícia                                  | Maurícia (República da Maurícia) | Porto Luís | |
| Mauritânia                                | Mauritânia (República Islâmica da Mauritânia) | Nuaquexote | |
| Moçambique                                | Moçambique (República de Moçambique) | Maputo | |
| Namíbia                                   | Namíbia (República da Namíbia) | Vinduque | |
| Níger                                     | Níger (República do Níger) | Niamei | |
| Nigéria                                   | Nigéria (República Federal da Nigéria) | Abuja | |
| Portugal                                  | Portugal (República Portuguesa) apenas: Madeira | Funchal (Madeira) | A Madeira, parte integrante do território de Portugal, país localizado na sua grande maioria na Europa, localiza-se na placa continental africana bem como tem África como continente mais próximo. É considerada, no entanto, política e culturalmente europeia.             |
| Quénia                                    | Quénia (República do Quénia) | Nairóbi | |
| Ruanda                                    | Ruanda (República do Ruanda) | Quigali | |
| Saara Ocidental                           | República Árabe Saariana Democrática | Tifariti e Campos de Tindouf (administrativa temporária) El Aiune (reivindicada; sob administração de Marrocos)                            | |
| Santa Helena, Ascensão e Tristão da Cunha | Santa Helena, Ascensão e Tristão da Cunha | Jamestown | Território ultramarino do Reino Unido. |
| São Tomé e Príncipe                       | São Tomé e Príncipe (República Democrática de São Tomé e Príncipe) | São Tomé | |
| Seicheles                                 | Seicheles (República das Seicheles) | Vitória | |
| Senegal                                   | Senegal (República do Senegal) | Dacar | |
| Serra Leoa                                | Serra Leoa (República da Serra Leoa) | Freetown | |
| Somália                                   | Somália (República Federal da Somália) | Mogadíscio | |
| Somalilândia                              | Somalilândia (República da Somalilândia) | Hargeisa | |
| Sudão                                     | Sudão (República do Sudão) | Cartum | |
| Sudão do Sul                              | Sudão do Sul (República do Sudão do Sul) | Juba | |
| Tanzânia                                  | Tanzânia (República Unida da Tanzânia) | Dar es Salã (sede de governo) Dodoma (oficial)                                                                                             | |
| França                                    | Terras Austrais e Antárticas Francesas (Território das Terras Austrais e Antárticas Francesas) apenas: Ilhas Esparsas (Bassas da Índia, Ilha Europa, Banco do Geyser, Ilhas Gloriosas, Ilha de João da Nova e Ilha Tromelin) | — | Território ultramarino de França. As Ilhas Esparsas (5.º distrito das TAAF), localizam-se em África, apesar de a maioria das TAAF se localizarem na Antártida. |
| Território Britânico do Oceano Índico     | Território Britânico do Oceano Índico | Diego Garcia | Território ultramarino do Reino Unido. O TBOI é normalmente tido como fazendo parte da Ásia, mas por vezes é incluído em África devido à sua associação histórica e política com a Maurícia.                                                                                  |
| Togo                                      | Togo (República Togolesa) | Lomé | |
| Tunísia                                   | Tunísia (República Tunisina) | Tunes | |
| Uganda                                    | Uganda (República do Uganda) | Campala | |
| Zâmbia                                    | Zâmbia (República da Zâmbia) | Lusaca | |
| Zimbabwe                                  | Zimbábue (República do Zimbábue) | Harare | |

## América
Legenda de cores
- azul para América do Norte (diferentes azuis para América do Norte, Central e Caraíbas)
- laranja para América do Sul
| Bandeira                               | Nome/nome oficial                                                            | Capital                                                                      | Divisão regional        | Observações |
| -------------------------------------- | ---------------------------------------------------------------------------- | ---------------------------------------------------------------------------- | ----------------------- | --- |
| Anguila                                | Anguila                                                                      | The Valley                                                                   | Caraíbas                | Território ultramarino do Reino Unido. |
| Antígua e Barbuda                      | Antiga e Barbuda                                                             | São João                                                                     | Caraíbas                | |
| Argentina                              | Argentina (República Argentina)                                              | Buenos Aires                                                                 | América do Sul          | |
| Aruba                                  | Aruba                                                                        | Oranjestad                                                                   | Caraíbas                | Nação constituinte do Reino dos Países Baixos. Apesar de normalmente estar incluída na América do Norte (Central/Caraíbas), Aruba encontra-se na placa continental da América do Sul. |
| Bahamas                                | Baamas (Comunidade das Baamas)                                               | Nassau                                                                       | Caraíbas                | |
| Barbados                               | Barbados                                                                     | Bridgetown                                                                   | Caraíbas                | |
| Belize                                 | Belize                                                                       | Belmopã                                                                      | América Central         | |
| Bermudas                               | Bermudas                                                                     | Hamilton                                                                     | América do Norte        | Território ultramarino do Reino Unido. |
| Bolívia                                | Bolívia (Estado Plurinacional da Bolívia)                                    | La Paz (sede de governo) Sucre (oficial)                                     | América do Sul          | |
| Brasil                                 | Brasil (República Federativa do Brasil)                                      | Brasília                                                                     | América do Sul          | |
| Ilhas Cayman                           | Ilhas Caimão                                                                 | George Town                                                                  | Caraíbas                | Território ultramarino do Reino Unido. |
| Canadá                                 | Canadá                                                                       | Otava                                                                        | América do Norte        | |
| Chile                                  | Chile (República do Chile)                                                   | Santiago (oficial) Valparaíso (legislativa)                                  | América do Sul          | O Chile é, quase exclusivamente, considerado um país da América. No entanto, a Ilha de Páscoa, a Ilha Sala e Gómez e, por vezes, o Arquipélago Juan Fernández, partes integrantes do seu território, situam-se na Oceania. |
| Colômbia                               | Colômbia (República da Colômbia)                                             | Bogotá                                                                       | América do Sul          | Apesar de a grande maioria do seu território se situar na América do Sul, Santo André, Providência e Santa Catarina, parte integrante do território da Colômbia, encontra-se nas Caraíbas perto da América Central. |
| Costa Rica                             | Costa Rica (República da Costa Rica)                                         | São José                                                                     | América Central         | |
| Cuba                                   | Cuba (República de Cuba)                                                     | Havana                                                                       | Caraíbas                | |
| Curaçau                                | Curaçau                                                                      | Willemstad                                                                   | Caraíbas                | Nação constituinte do Reino dos Países Baixos. Apesar de normalmente estar incluída na América do Norte (Central/Caraíbas), Curação encontra-se na placa continental da América do Sul. |
| Domínica                               | Dominica (Comunidade da Dominica)                                            | Roseau                                                                       | Caraíbas                | |
| República Dominicana                   | República Dominicana                                                         | São Domingos                                                                 | Caraíbas                | |
| Equador                                | Equador (República do Equador)                                               | Quito                                                                        | América do Sul          | |
| Estados Unidos                         | Estados Unidos (Estados Unidos da América)                                   | Washington, D.C.                                                             | América do Norte        | Os Estados Unidos são, na sua grande maioria, um país da América do Norte. Contudo, a Ilha Buldir, as Ilhas Próximas e as Ilhas Rat, todas pertencentes às Ilhas Aleutas, têm como continente mais próximo a Ásia. A Ilha de São Lourenço pode tanto ser considerada asiática como americana. Estes territórios insulares são, contudo, normalmente associados à América. No entanto, o Atol Palmyra e o Estado do Havai encontram-se na Oceania. |
| França                                 | França (República Francesa) apenas: Guadalupe Guiana Francesa Martinica      | Basse-Terre (Guadalupe) Caiena (Guiana Francesa) Forte de França (Martinica) | Caraíbas/América do Sul | Guadalupe e Martinica, situados nas Caraíbas, e a Guiana Francesa, situada na América do Sul, são departamentos ultramarinos de França, país na sua grande maioria localizado na Europa e, como tal, fazem parte integrante do território da República Francesa, não sendo territórios dependentes. |
| Ilhas Geórgia do Sul e Sandwich do Sul | Geórgia do Sul e Ilhas Sanduíche do Sul                                      | King Edward Point (Grytviken)                                                | América do Sul          | Território ultramarino do Reino Unido. Normalmente geograficamente associadas à Antártida, mas por vezes politicamente ligadas à América do Sul. |
| Granada (país)                         | Granada                                                                      | São Jorge                                                                    | Caraíbas                | |
| Gronelândia                            | Gronelândia                                                                  | Nuque                                                                        | América do Norte        | Nação autónoma do Reino da Dinamarca. |
| Guatemala                              | Guatemala (República da Guatemala)                                           | Cidade da Guatemala                                                          | América Central         | |
| Guiana                                 | Guiana (República Cooperativa da Guiana)                                     | Georgetown                                                                   | América do Sul          | |
| Haiti                                  | Haiti (República do Haiti)                                                   | Porto Príncipe                                                               | Caraíbas                | |
| Honduras                               | Honduras (República das Honduras)                                            | Tegucigalpa (oficial) Comayagüela (cooficial)                                | América Central         | |
| Jamaica                                | Jamaica                                                                      | Kingston                                                                     | Caraíbas                | |
| Ilhas Malvinas                         | Ilhas Malvinas (Falkland)                                                    | Stanley                                                                      | América do Sul          | Território ultramarino do Reino Unido. |
| México                                 | México (Estados Unidos Mexicanos)                                            | Cidade do México                                                             | América Central         | |
| Montserrat                             | Monserrate                                                                   | Brades (sede de governo) Plymouth (oficial; abandonada)                      | Caraíbas                | Território ultramarino do Reino Unido. |
| Estados Unidos                         | Ilha Navassa                                                                 | —                                                                            | Caraíbas                | Território não incorporado e não organizado dos Estados Unidos. |
| Nicarágua                              | Nicarágua (República da Nicarágua)                                           | Manágua                                                                      | América Central         | |
| Países Baixos                          | Países Baixos (Reino dos Países Baixos) apenas: Bonaire Saba Santo Eustáquio | Kralendijk (Bonaire) The Bottom (Saba) Oranjestad (Santo Eustáquio)          | Caraíbas                | Bonaire, Saba e Santo Eustáquio, situados nas Caraíbas são muicípios especiais dos Países Baixos, país na sua grande maioria localizado na Europa e, como tal, fazem parte integrante do território destes, não sendo territórios dependentes. Apesar de normalmente estar incluída na América do Norte (Central/Caraíbas), Bonaire encontra-se na placa continental da América do Sul.                                                           |
| Panamá                                 | Panamá (República do Panamá)                                                 | Cidade do Panamá                                                             | América Central         | A divisão entre América do Norte (ou Central) e América do Sul é normalmente feita através do Istmo do Panamá. Nesse caso, uma porção do território do Panamá localizada a sul do istmo encontra-se na América do Sul. |
| Paraguai                               | Paraguai (República do Paraguai)                                             | Assunção                                                                     | América do Sul          | |
| Peru                                   | Peru (República do Peru)                                                     | Lima                                                                         | América do Sul          | |
| Porto Rico                             | Porto Rico (Estado Livre Associado de Porto Rico)                            | São João                                                                     | Caraíbas                | Território não incorporado e organizado dos Estados Unidos. |
| El Salvador                            | Salvador (República do Salvador)                                             | São Salvador                                                                 | América Central         | |
| Santa Lúcia                            | Santa Lúcia                                                                  | Castries                                                                     | Caraíbas                | |
| França                                 | São Bartolomeu (Coletividade Territorial de São Bartolomeu)                  | Gustávia                                                                     | Caraíbas                | Coletividade ultramarina de França |
| São Cristóvão e Nevis                  | São Cristóvão e Neves (Federação de São Cristóvão e Neves)                   | Basseterre                                                                   | Caraíbas                | |
| França                                 | São Martinho (Saint-Martin) (Coletividade de São Martinho)                   | Marigot                                                                      | Caraíbas                | Coletividade ultramarina de França |
| São Martinho (Países Baixos)           | São Martinho (Sint Maarten)                                                  | Philipsburg                                                                  | Caraíbas                | Nação constituinte do Reino dos Países Baixos |
| São Pedro e Miquelão                   | São Pedro e Miquelão (Coletividade Territorial de São Pedro e Miquelão)      | São Pedro                                                                    | América do Norte        | Coletividade ultramarina de França |
| São Vicente e Granadinas               | São Vicente e Granadinas                                                     | Kingstown                                                                    | Caraíbas                | |
| Suriname                               | Suriname (República do Suriname)                                             | Paramaribo                                                                   | América do Sul          | |
| Trindade e Tobago                      | Trindade e Tobago (República de Trindade e Tobago)                           | Porto de Espanha                                                             | Caraíbas                | Apesar de normalmente estar incluído na América do Norte (Central/Caraíbas), Trindade e Tobago encontra-se na placa continental da América do Sul. |
| Ilhas Turks e Caicos                   | Ilhas Turcas e Caicos                                                        | Cockburn Town                                                                | Caraíbas                | Território ultramarino do Reino Unido. |
| Uruguai                                | Uruguai (República Oriental do Uruguai)                                      | Montevideu                                                                   | América do Sul          | |
| Venezuela                              | Venezuela (República Bolivariana da Venezuela)                               | Caracas                                                                      | América do Sul          | Apesar de a grande maioria do seu território se situar na América do Sul, a Ilha das Aves, parte integrante do território da Venezuela, encontra-se nas Caraíbas. |
| Ilhas Virgens Britânicas               | Ilhas Virgens Britânicas (Ilhas Virgens)                                     | Road Town                                                                    | Caraíbas                | Território ultramarino do Reino Unido. |
| Ilhas Virgens Americanas               | Ilhas Virgens dos Estados Unidos                                             | Charlotte Amalie                                                             | Caraíbas                | Território não incorporado e organizado dos Estados Unidos. |

## Antártida
A Antártida, incluindo todas as reclamações territoriais antárticas por estados soberanos, é regulada pelo Tratado da Antártida, que a define por todas as terras e geleiras ao sul de 60°S. Alguns territórios dependentes são, todavia, considerados subantárticos, mesmo ao norte do paralelo 60°S.
| Bandeira                               | Nome/nome oficial                                                                              | Capital           | Observações |
| -------------------------------------- | ---------------------------------------------------------------------------------------------- | ----------------- | --- |
| Austrália                              | Austrália (Comunidade da Austrália) apenas: Ilha Macquarie                                     | —                 | Apesar de maioritariamente situada na Oceania, a Austrália inclui a Ilha Macquarie, que faz parte integrante do seu território, localizada na Antártida.                                                                    |
| Noruega                                | Ilha Bouvet                                                                                    | —                 | Possessão da Noruega. |
| Ilhas Geórgia do Sul e Sandwich do Sul | Geórgia do Sul e Ilhas Sanduíche do Sul                                                        | Grytviken         | Território ultramarino do Reino Unido. Normalmente geograficamente associadas à Antártida, mas por vezes politicamente ligadas à América do Sul.                                                                            |
| Austrália                              | Ilha Heard e Ilhas McDonald                                                                    | —                 | Território externo da Austrália. |
| Nova Zelândia                          | Nova Zelândia apenas: Ilhas Antípodas Ilhas Auckland Ilhas Campbell                            | —                 | Apesar de maioritariamente situada na Oceania, a Nova Zelândia inclui três grupos de ilhas (Ilhas Antípodas, Ilhas Campbell e Ilhas Auckland), que fazem parte integrante do seu território, localizadas na Antártida.      |
| Noruega                                | Ilha de Pedro I #                                                                              | —                 | Reivindicação antártica da Noruega. |
| Nova Zelândia                          | Dependência de Ross #                                                                          | —                 | Reivindicação antártica da Nova Zelândia. |
| Noruega                                | Terra da Rainha Maud #                                                                         | —                 | Reivindicação antártica da Noruega. |
| França                                 | Terras Austrais e Antárticas Francesas (Território das Terras Austrais e Antárticas Francesas) | Port-aux-Français | Território ultramarino de França, incluindo a reivindicação antártica francesa da Terra Adélia #. As Ilhas Esparsas (5.º distrito das TAAF), situam-se em África, apesar de a maioria das TAAF se localizarem na Antártida. |
| Austrália                              | Território Antártico Australiano #                                                             | —                 | Território externo da Austrália; reivindicação antártica da Austrália. |
|                                        | Território Antártico Britânico #                                                               | —                 | Território ultramarino do Reino Unido; reivindicação antártica do Reino Unido. |

## Ásia
| Bandeira                              | Nome/nome oficial                                                                                            | Capital | Observações |
| ------------------------------------- | --- | --- | --- |
| Abecásia                              | Abecásia (República da Abecásia)                                                                             | Sucumi | A Abecásia, tal como os restantes Estados do Cáucaso, tanto é incluída na Ásia como na Europa. |
| Reino Unido                           | Acrotíri e Decelia (Áreas Soberanas das Bases de Acrotíri e Decelia)                                         | Episcópi | Território ultramarino do Reino Unido. A ilha de Chipre, onde se encontram as bases de Acrotíri e Decelia, é uma ilha geograficamente localizada na Ásia, mas que cultural e politicamente costuma estar associada à Europa. |
| Afeganistão                           | Afeganistão (República Islâmica do Afeganistão)                                                              | Cabul | |
| Arábia Saudita                        | Arábia Saudita (Reino da Arábia Saudita)                                                                     | Riade | |
| Arménia                               | Arménia (República da Arménia)                                                                               | Erevã | A Arménia, tal como os restantes Estados do Cáucaso, tanto é politicamente incluída na Ásia como na Europa. Geograficamente, no entanto, encontra-se totalmente na Ásia. |
| Austrália                             | Ilhas Ashmore e Cartier (Território das Ilhas Ashmore e Cartier)                                             | — | Território externo da Austrália. As Ilhas Ashmore e Cartier tanto são incluídas na Ásia como na Oceania. |
| Azerbaijão                            | Azerbaijão (República do Azerbaijão)                                                                         | Bacu | O Azerbaijão, tal como os restantes Estados do Cáucaso, tanto é incluído na Ásia como na Europa. Geograficamente tem partes do seu território na Europa, mas a maioria deste encontra-se na Ásia. |
| Bangladesh                            | Bangladexe (República Popular do Bangladexe)                                                                 | Daca | |
| Bahrein                               | Barém (Reino do Barém)                                                                                       | Manama | |
| Brunei                                | Brunei (Estado do Brunei Morada da Paz)                                                                      | Bandar Seri Begauã | Numa definição extremamente lata do conceito de Oceania, o Brunei, tal como a totalidade da Indonésia, Filipinas, Timor-Leste, Singapura e parte da Malásia, poderão ser incluídos nesta. |
| Butão                                 | Butão (Reino do Butão)                                                                                       | Timbu | |
| Camboja                               | Camboja (Estado do Camboja)                                                                                  | Pnom Pen | |
| Catar                                 | Catar (Estado do Catar)                                                                                      | Doa | |
| Cazaquistão                           | Cazaquistão (República do Cazaquistão)                                                                       | Astana | O Cazaquistão inclui uma pequena parte do seu território na Europa, a oeste do Rio Ural. No entanto é normalmente considerado como um país da Ásia. |
| Taiwan                                | República da China (Taiuã)                                                                                   | Taipé | |
| China                                 | República Popular da China                                                                                   | Pequim | |
| Chipre                                | Chipre (República de Chipre)                                                                                 | Nicósia | A ilha de Chipre encontra-se mais próxima da Ásia, e é normalmente associada geograficamente a esta. No entanto, política e culturalmente a República de Chipre é incluída na Europa. |
| República Turca de Chipre do Norte    | Chipre do Norte (República Turca de Chipre do Norte)                                                         | Nicósia | A ilha de Chipre encontra-se mais próxima da Ásia, e é normalmente associada geograficamente a esta. No entanto, política e culturalmente é incluída na Europa. |
| Ilhas Cocos (Keeling)                 | Ilhas dos Cocos (Keeling) (Território das Ilhas dos Cocos (Keeling))                                         | Ilha Ocidental | Território externo da Austrália. É normalmente incluído na Ásia, mas por vezes surge na Oceania. |
| Coreia do Norte                       | Coreia do Norte (República Popular Democrática da Coreia)                                                    | Pionguiangue | |
| Coreia do Sul                         | Coreia do Sul (República da Coreia)                                                                          | Seul | |
| Egito                                 | Egito (República Árabe do Egito)                                                                             | Cairo | O território do Egito a leste do Canal do Suez encontra-se na Ásia. Normalmente é considerado um país de África. |
| Emirados Árabes Unidos                | Emirados Árabes Unidos                                                                                       | Abu Dabi | |
| Estados Unidos                        | Estados Unidos (Estados Unidos da América) apenas: Ilha Buldir Ilhas Próximas Ilhas Rat Ilha de São Lourenço | — | A Ilha Buldir, as Ilhas Próximas e as Ilhas Rat, todas pertencentes às Ilhas Aleutas, têm como continente mais próximo a Ásia. A Ilha de São Lourenço pode tanto ser considerada asiática como americana. Todos estes territórios insulares são, contudo, normalmente associados à América. |
| Filipinas                             | Filipinas (República das Filipinas)                                                                          | Manila | Numa definição extremamente lata do conceito de Oceania, as Filipinas, tal como a totalidade da Indonésia, Brunei , Timor-Leste, Singapura e parte da Malásia, poderão ser incluídos nesta. |
| Geórgia                               | Geórgia | Tiblíssi (oficial) Cutaisi (legislativa) | A Geórgia, tal como os restantes Estados do Cáucaso, tanto é incluída na Ásia como na Europa. Geograficamente tem partes do seu território na Europa, mas a maioria deste encontra-se na Ásia. |
| Grécia                                | Grécia (República Helénica) apenas: Amorgos Anáfi Dodecaneso Donousa Cufonísia Lesbos Quios Samos Santorino  | Amorgos (Amorgos) Anáfi (Anáfi) Rodes (Dodecaneso) Stavros (Donousa) Cufonísia (Cufonísia) Mitilene (Lesbos) Quios (Quios) Vathi (Samos) Fira (Santorino) | A Grécia, país localizado maioritariamente na Europa, tem algumas ilhas (Dodecaneso, Ilhas Egeias e algumas ilhas adjacentes) cujo território continental mais próximo é a Anatólia, parte da Ásia, fazendo delas ilhas geograficamente asiáticas. Cultural e politicamente são normalmente consideradas parte da Europa. |
| Hong Kong                             | Honguecongue § (Região Administrativa Especial de Honguecongue da República Popular da China)                | — | |
| Iémen                                 | Iémen (República do Iémen)                                                                                   | Saná | A ilha de Socotorá, parte integrante do Iémen, país na sua grande maioria localizado na Ásia, é considerada como fazendo parte de África. |
| Índia                                 | Índia (República da Índia)                                                                                   | Nova Deli | |
| Indonésia                             | Indonésia (República da Indonésia)                                                                           | Jacarta | Na divisão mais comum, as províncias da Indonésia da Papua Ocidental e da Papua fazem parte da Oceania. Dependendo das definições e entre que linhas antropológicas e/ou zoológicas se divide o Sudeste Asiático, uma parte maior ou menor da Indonésia pode ser incluída ou não na Oceania. Numa definição extremamente lata do conceito de Oceania, a totalidade da Indonésia, tal como das Filipinas, Timor-Leste, Singapura e parte da Malásia, poderão também ser incluídos nesta. |
| Irã                                   | Irão (República Islâmica do Irão)                                                                            | Teerão | |
| Iraque                                | Iraque (República do Iraque)                                                                                 | Bagdade | |
| Israel                                | Israel (Estado de Israel)                                                                                    | Jerusalém | |
| Japão                                 | Japão | Tóquio | O Japão, país na sua grande maioria localizado na Ásia, tem no entanto as ilhas de Minamitorishima (Ilha Marcus) e Okinotorishima, pertencentes às Ilhas Ogasawara situadas geograficamente na Oceania. |
| Jordânia                              | Jordânia (Reino Haxemita da Jordânia)                                                                        | Amã | |
| Laos                                  | Laus (República Democrática Popular Lau)                                                                     | Vienciana | |
| Líbano                                | Líbano (República Libanesa)                                                                                  | Beirute | |
| Macau                                 | Macau § (Região Administrativa Especial de Macau da República Popular da China)                              | — | |
| Malásia                               | Malásia | Kuala Lumpur (oficial) Putrajaia (administrativa) | Numa definição extremamente lata do conceito de Oceania, parte da Malásia (Bornéu), tal como a totalidade da Indonésia, Filipinas, Timor-Leste, Singapura e Brunei, poderão ser incluídos nesta. |
| Maldivas                              | Maldivas (República das Maldivas)                                                                            | Malé | |
| Myanmar                               | Mianmar (República da União de Mianmar)                                                                      | Nepiedó | |
| Mongólia                              | Mongólia | Ulã Bator | |
| Ilha Christmas                        | Ilha do Natal (Território da Ilha do Natal)                                                                  | Flying Fish Cove | Território externo da Austrália. É normalmente incluído na Ásia, mas por vezes surge na Oceania. |
| Nepal                                 | Nepal (República Democrática Federal do Nepal)                                                               | Catmandu | |
| Omã                                   | Omã (Sultanato de Omã)                                                                                       | Mascate | |
| Ossétia do Sul                        | Ossétia do Sul (República da Ossétia do Sul – Estado da Alânia)                                              | Tsequinváli | A Ossétia do Sul, tal como os restantes Estados do Cáucaso, tanto é incluída na Ásia como na Europa. |
| Territórios palestinos                | Palestina * (Estado da Palestina)                                                                            | Ramala (Cisjordânia) Jerusalém Oriental (reivindicada; sob controlo de Israel)                                                                            | |
| Papua-Nova Guiné                      | Papua Nova Guiné (Estado Independente da Papua Nova Guiné)                                                   | Porto Moresby | Normalmente é considerada como fazendo parte da Oceania. Contudo, raramente é incluída na Ásia. |
| Paquistão                             | Paquistão (República Islâmica do Paquistão)                                                                  | Islamabade | |
| Kuwait                                | Quaite (Estado do Quaite)                                                                                    | Quaite | |
| Quirguistão                           | Quirguistão (República Quirguiz)                                                                             | Bisqueque | |
| Rússia                                | Rússia (Federação da Rússia)                                                                                 | Moscovo | A Rússia está dividida entre a Europa e a Ásia, tendo a maior parte do seu território na Ásia, mas a maior parte da sua população na Europa. Normalmente é considerada um país da Europa. |
| Sri Lanka                             | Seri Lanca (República Socialista Democrática do Seri Lanca)                                                  | Seri Jaiavardenapura-Cota (oficial) Colombo (administrativa)                                                                                              | |
| Singapura                             | Singapura (República de Singapura)                                                                           | — | Numa definição extremamente lata do conceito de Oceania, Singapura, tal como a totalidade da Indonésia, Timor-Leste, Filipinas, Brunei e parte da Malásia, poderão ser incluídos nesta. |
| Síria                                 | Síria (República Árabe Síria)                                                                                | Damasco | |
| Tailândia                             | Tailândia (Reino da Tailândia)                                                                               | Banguecoque | |
| Tajiquistão                           | Tajiquistão (República do Tajiquistão)                                                                       | Duxambé | |
| Território Britânico do Oceano Índico | Território Britânico do Oceano Índico                                                                        | Diego Garcia | Território ultramarino do Reino Unido. O TBOI é normalmente tido como fazendo parte da Ásia, mas por vezes é incluído em África devido a uma associação histórica com a Maurícia. |
| Timor-Leste                           | Timor-Leste (República Democrática de Timor-Leste)                                                           | Díli | Dependendo das definições, Timor-Leste, normalmente incluído na Ásia, pode por vezes ser associado à Oceania. |
| Turquemenistão                        | Turcomenistão                                                                                                | Asgabade | |
| Turquia                               | Turquia (República da Turquia)                                                                               | Ancara | A Turquia está dividida entre a Europa e a Ásia, pelo Estreito do Bósforo, o Estreito dos Dardanelos e o Mar de Mármara, tendo a maior parte do seu território e população na Ásia. Normalmente é considerada um país da Ásia, estando, no entanto incluída em mais do que uma organização europeia. |
| Uzbequistão                           | Usbequistão (República do Usbequistão)                                                                       | Tasquente | |
| Vietname                              | Vietname (República Socialista do Vietname)                                                                  | Hanói | |

## Europa
| Bandeira                           | Nome/nome oficial                                                    | Capital                                               | Observações |
| ---------------------------------- | -------------------------------------------------------------------- | ----------------------------------------------------- | --- |
| Abecásia                           | Abecásia (República da Abecásia)                                     | Sucumi                                                | A Abecásia, tal como os restantes Estados do Cáucaso, tanto é incluída na Ásia como na Europa. |
| Reino Unido                        | Acrotíri e Decelia (Áreas Soberanas das Bases de Acrotíri e Decelia) | Episcópi                                              | Território ultramarino do Reino Unido. A ilha de Chipre, onde se encontram as bases de Acrotíri e Decelia, é uma ilha geograficamente localizada na Ásia, mas que cultural e politicamente costuma estar associada à Europa. |
| Albânia                            | Albânia (República da Albânia)                                       | Tirana                                                | |
| Alemanha                           | Alemanha (República Federal da Alemanha)                             | Berlim (oficial) Karlsruhe (judicial)                 | |
| Andorra                            | Andorra (Principado de Andorra)                                      | Andorra-a-Velha                                       | |
| Arménia                            | Arménia (República da Arménia)                                       | Erevã                                                 | A Arménia, tal como os restantes Estados do Cáucaso, tanto é politicamente incluída na Ásia como na Europa. Geograficamente, no entanto, encontra-se totalmente na Ásia. |
| Áustria                            | Áustria (República da Áustria)                                       | Viena                                                 | |
| Azerbaijão                         | Azerbaijão (República do Azerbaijão)                                 | Bacu                                                  | O Azerbaijão, tal como os restantes Estados do Cáucaso, tanto é incluído na Ásia como na Europa. Geograficamente tem partes do seu território na Europa, mas a maioria deste encontra-se na Ásia. |
| Bélgica                            | Bélgica (Reino da Bélgica)                                           | Bruxelas                                              | |
| Bielorrússia                       | Bielorrússia (República da Bielorrússia)                             | Minsque                                               | |
| Bósnia e Herzegovina               | Bósnia e Herzegovina                                                 | Saraievo                                              | |
| Bulgária                           | Bulgária (República da Bulgária)                                     | Sófia                                                 | |
| Cazaquistão                        | Cazaquistão (República do Cazaquistão)                               | Astana                                                | O Cazaquistão inclui uma pequena parte do seu território na Europa, a oeste do Rio Ural. No entanto é normalmente considerado como um país da Ásia. |
| Chéquia                            | Chéquia (República Checa)                                            | Praga                                                 | |
| Chipre                             | Chipre (República de Chipre)                                         | Nicósia                                               | A ilha de Chipre encontra-se mais próxima da Ásia, e é normalmente associada geograficamente a esta. No entanto, política e culturalmente a República de Chipre é incluída na Europa. |
| República Turca de Chipre do Norte | Chipre do Norte (República Turca de Chipre do Norte)                 | Nicósia                                               | A ilha de Chipre encontra-se mais próxima da Ásia, e é normalmente associada geograficamente a esta. No entanto, política e culturalmente é incluída na Europa. |
| Kosovo                             | Cosovo (República do Cosovo)                                         | Pristina                                              | |
| Croácia                            | Croácia (República da Croácia)                                       | Zagrebe                                               | |
| Dinamarca                          | Dinamarca (Reino da Dinamarca)                                       | Copenhaga                                             | |
| Eslováquia                         | Eslováquia (República Eslovaca)                                      | Bratislava                                            | |
| Eslovénia                          | Eslovénia (República da Eslovénia)                                   | Liubliana                                             | |
| Espanha                            | Espanha (Reino de Espanha)                                           | Madrid                                                | Espanha encontra-se na sua grande maioria na Europa. No entanto, as cidades de Ceuta e Melilha localizam-se em África. As praças de soberania e as Canárias pertencem à placa continental africana e têm África como continente mais próximo. |
| Estónia                            | Estónia (República de Estónia)                                       | Taline                                                | |
| Ilhas Faroe                        | Ilhas Féroe                                                          | Tórshavn                                              | Nação autónoma do Reino da Dinamarca. |
| Finlândia                          | Finlândia (República da Finlândia)                                   | Helsínquia                                            | |
| França                             | França (República Francesa)                                          | Paris                                                 | Do território da República Francesa fazem parte integrante cinco departamentos ultramarinos, por isso, apesar de maioritariamente localizada na Europa, a França inclui parte do seu território na América (Guiana Francesa na América do Sul, Guadalupe e Martinica nas Caraíbas) e em África (Maiote e Reunião). |
| Geórgia                            | Geórgia                                                              | Tiblíssi (oficial) Cutaisi (legislativa)              | A Geórgia, tal como os restantes Estados do Cáucaso, tanto é incluída na Ásia como na Europa. Geograficamente tem partes do seu território na Europa, mas a maioria deste encontra-se na Ásia. |
| Gibraltar                          | Gibraltar                                                            | —                                                     | Território ultramarino do Reino Unido. |
| Grécia                             | Grécia (República Helénica)                                          | Atenas                                                | A Grécia, país localizado na sua grande maioria na Europa, tem algumas ilhas (Dodecaneso, Ilhas Egeias e algumas ilhas adjacentes) cujo território continental mais próximo é a Anatólia, parte da Ásia, fazendo delas ilhas geograficamente asiáticas. Cultural e politicamente são normalmente consideradas parte da Europa. |
| Guernsey                           | Guérnesei (Bailiado de Guérnesei)                                    | Porto de São Pedro                                    | Dependência da Coroa britânica. |
| Hungria                            | Hungria                                                              | Budapeste                                             | |
| República da Irlanda               | Irlanda                                                              | Dublim                                                | |
| Islândia                           | Islândia                                                             | Reiquiavique                                          | Apesar de ser quase exclusivamente considerada um país da Europa, parte do território da Islândia localiza-se na placa continental da América do Norte. Apesar deste facto, a Islândia é quase exclusivamente considerada um país da Europa. |
| Itália                             | Itália (República Italiana)                                          | Roma                                                  | Itália é, quase exclusivamente, considerada como sendo um país da Europa. No entanto, a Pantelária e as ilhas de Lampedusa e Lampione (as duas últimas pertencentes às Ilhas Pelágias), parte integrante do seu território, situam-se mais perto de África, podendo ser consideradas geograficamente africanas. Contudo, são cultural e politicamente europeias. |
| Jersey                             | Jérsia (Bailiado de Jérsia)                                          | Santo Helério                                         | Dependência da Coroa britânica. |
| Letónia                            | Letónia (República da Letónia)                                       | Riga                                                  | |
| Liechtenstein                      | Listenstaine (Principado do Listenstaine)                            | Vaduz                                                 | |
| Lituânia                           | Lituânia (República da Lituânia)                                     | Vílnius                                               | |
| Luxemburgo                         | Luxemburgo (Grão-Ducado de Luxemburgo)                               | Luxemburgo                                            | |
| Macedónia do Norte                 | Macedônia do Norte (República da Macedônia do Norte)                 | Escópia                                               | |
| Malta                              | Malta (República de Malta)                                           | Valeta                                                | |
| Ilha de Man                        | Ilha de Man                                                          | Douglas                                               | Dependência da Coroa britânica. |
| Moldávia                           | Moldávia (República da Moldávia)                                     | Quixinau                                              | |
| Mónaco                             | Mónaco (Principado do Mónaco)                                        | —                                                     | |
| Montenegro                         | Montenegro                                                           | Podgoritza (oficial) Cetinje (histórica/presidencial) | |
| Noruega                            | Noruega (Reino da Noruega)                                           | Oslo                                                  | |
| Ossétia do Sul                     | Ossétia do Sul (República da Ossétia do Sul – Estado da Alânia)      | Tsequinváli                                           | A Ossétia do Sul, tal como os restantes Estados do Cáucaso, tanto é incluída na Ásia como na Europa. |
| Países Baixos                      | Países Baixos (Reino dos Países Baixos)                              | Amesterdão (oficial) Haia (sede de governo)           | Do território dos Países Baixos fazem parte integrante três municípios especiais, por isso, apesar de maioritariamente localizados na Europa, os Países Baixos incluem parte do seu território na América do Norte (Central/Caraíbas): Bonaire, Saba e Santo Eustáquio. Apesar de normalmente ser incluída nas Caraíbas, Bonaire situa-se na placa continental da América do Sul. |
| Polónia                            | Polónia (República da Polónia)                                       | Varsóvia                                              | |
| Portugal                           | Portugal (República Portuguesa)                                      | Lisboa                                                | Portugal é, quase exclusivamente, considerado um país da Europa. No entanto, a Madeira, parte integrante do seu território, situa-se na placa continental de África sendo este o continente mais próximo do seu território. Por outro lado, as ilhas do Corvo e das Flores (pertencentes aos Açores, parte integrante do território português) localizam-se na placa continental da América do Norte. No entanto, política e culturalmente todos os seus territórios atlânticos são normalmente considerados como fazendo parte da Europa. |
| Reino Unido                        | Reino Unido (Reino Unido da Grã-Bretanha e da Irlanda do Norte)      | Londres                                               | |
| Roménia                            | Roménia                                                              | Bucareste                                             | |
| Rússia                             | Rússia (Federação da Rússia)                                         | Moscovo                                               | A Rússia está dividida entre a Europa e a Ásia, tendo a maior parte do seu território na Ásia, mas a maior parte da sua população na Europa. Normalmente é considerada um país da Europa. |
| San Marino                         | São Marinho (República de São Marinho)                               | São Marinho                                           | |
| Sérvia                             | Sérvia (República da Sérvia)                                         | Belgrado                                              | |
| Suécia                             | Suécia (Reino da Suécia)                                             | Estocolmo                                             | |
| Suíça                              | Suíça (Confederação Suíça)                                           | Berna                                                 | |
| Transnístria                       | Transdniéstria (República Moldava Transdniestriana)                  | Tiraspol                                              | |
| Turquia                            | Turquia (República da Turquia)                                       | Ancara                                                | A Turquia está dividida entre a Europa e a Ásia, pelo Estreito do Bósforo, o Estreito dos Dardanelos e o Mar de Mármara, tendo a maior parte do seu território e população na Ásia. Normalmente é considerada um país da Ásia, estando, no entanto incluída em mais do que uma organização europeia. |
| Ucrânia                            | Ucrânia                                                              | Quieve                                                | |
| Vaticano                           | Cidade do Vaticano * (Estado da Cidade do Vaticano)                  | —                                                     | |

## Oceania
A Oceania ou Oceânia é, a rigor, uma região geopolítica integrada por muitos países insulares do Oceano Pacífico em conjunto com o Continente Australiano.
| Bandeira                        | Nome/nome oficial                                                                              | Capital                                                                                        | Observações |
| ------------------------------- | ---------------------------------------------------------------------------------------------- | ---------------------------------------------------------------------------------------------- | --- |
| Austrália                       | Ilhas Ashmore e Cartier (Território das Ilhas Ashmore e Cartier)                               | —                                                                                              | Território externo da Austrália. As Ilhas Ashmore e Cartier tanto são incluídas na Ásia como na Oceania. |
| Austrália                       | Austrália (Comunidade da Austrália)                                                            | Camberra                                                                                       | Localizada quase integralmente na Oceania, a Austrália inclui no seu território a Ilha Macquarie, que se situa mais perto da Antártida. Por outro lado, é vago o estatuto dos seus territórios externos, já que não é claro se fazem parte integrante do seu território ou se constituem territórios dependentes. Numa definição que os inclua no território da Austrália, então as Ilhas dos Cocos (Keeling), a Ilha do Natal e as Ilhas Ashmore e Cartier podem ser consideradas como fazendo parte da Ásia.                                        |
| Estados Unidos                  | Ilha Baker                                                                                     | —                                                                                              | Território não incorporado e não organizado dos Estados Unidos. |
| Chile                           | Chile (República do Chile) apenas: Ilha de Páscoa Ilha Sala e Gómez Arquipélago Juan Fernández | Hanga Roa (Ilha de Páscoa) — (Ilha Sala e Gómez) São João Batista (Arquipélago Juan Fernández) | A Ilha de Páscoa, a Ilha Sala e Gómez e, por vezes, o Arquipélago Juan Fernández, partes integrantes do território do Chile, país localizado na sua grande maioria na América, situam-se na Oceania. |
| França                          | Ilha de Clipperton                                                                             | —                                                                                              | Possessão de França, normalmente associada à América do Norte, mas histórica e politicamente associada à Oceania. |
| Ilhas Cocos (Keeling)           | Ilhas dos Cocos (Keeling) (Território das Ilhas dos Cocos (Keeling))                           | Ilha Ocidental                                                                                 | Território externo da Austrália. É normalmente incluído na Ásia, mas por vezes surge na Oceania. |
| Ilhas Cook                      | Ilhas Cook                                                                                     | Avarua                                                                                         | Estado livre associado à Nova Zelândia. |
| Estados Unidos                  | Estados Unidos (Estados Unidos da América) apenas: Havai Atol Palmyra                          | Honolulu (Havai) — (Atol Palmyra)                                                              | O Estado do Havai e o Atol Palmyra (que é um território incorporado), situados ambos na Oceania, fazem parte integrante dos Estados Unidos, país localizado na sua grande maioria na América do Norte. |
| Fiji                            | Fiji (República das Fiji)                                                                      | Suva                                                                                           | |
| Guam                            | Guame                                                                                          | Aganha                                                                                         | Território não incorporado e organizado dos Estados Unidos. |
| Estados Unidos                  | Ilha Howland                                                                                   | —                                                                                              | Território não incorporado e não organizado dos Estados Unidos. |
| Indonésia                       | Indonésia (República da Indonésia) apenas: Papua Papua Ocidental                               | Jaiapura (Papua) Manokwari (Papua Ocidental)                                                   | Na divisão mais comum, as províncias da Indonésia da Papua Ocidental e da Papua fazem parte da Oceania, enquanto o resto do seu território se situa na Ásia. Dependendo das definições e entre que linhas antropológicas e/ou zoológicas se divide o Sudeste Asiático, uma parte maior ou menor da Indonésia pode ser incluída ou não na Oceania . Numa definição extremamente lata do conceito de Oceania, a totalidade da Indonésia, tal como das Filipinas, Brunei, Timor-Leste, Singapura e parte da Malásia, poderão também ser incluídos nesta. |
| Japão                           | Japão apenas: Minamitorishima (Ilha Marcus) Okinotorishima                                     | —                                                                                              | O Japão, país na sua grande maioria localizado na Ásia, tem no entanto as ilhas de Minamitorishima (Ilha Marcus) e Okinotorishima, pertencentes às Ilhas Ogasawara situadas geograficamente na Oceania. |
| Estados Unidos                  | Ilha Jarvis                                                                                    | —                                                                                              | Território não incorporado e não organizado dos Estados Unidos. |
| Atol Johnston                   | Atol Johnston                                                                                  | —                                                                                              | Território não incorporado e não organizado dos Estados Unidos. |
| Estados Unidos                  | Recife Kingman                                                                                 | —                                                                                              | Território não incorporado e não organizado dos Estados Unidos. |
| Austrália                       | Ilhas do Mar de Coral (Território das Ilhas do Mar de Coral)                                   | —                                                                                              | Território externo da Austrália. |
| Ilhas Marshall                  | Ilhas Marshall (República das Ilhas Marshall)                                                  | Majuro                                                                                         | |
| Marianas Setentrionais          | Ilhas Marianas Setentrionais (Comunidade das Ilhas Marianas Setentrionais)                     | Saipã                                                                                          | Comunidade em união política com os Estados Unidos. |
| Estados Federados da Micronésia | Estados Federados da Micronésia                                                                | Paliquir                                                                                       | |
| Estados Unidos                  | Atol Midway                                                                                    | —                                                                                              | Território não incorporado e não organizado dos Estados Unidos. |
| Ilha Christmas                  | Ilha do Natal (Território da Ilha do Natal)                                                    | Flying Fish Cove                                                                               | Território externo da Austrália. É normalmente incluído na Ásia, mas por vezes surge na Oceania. |
| Nauru                           | Nauru (República de Nauru)                                                                     | —                                                                                              | |
| Niue                            | Niue                                                                                           | Alofi                                                                                          | Estado livre associado à Nova Zelândia. |
| Ilha Norfolk                    | Ilha Norfolque (Território da Ilha Norfolque)                                                  | Kingston                                                                                       | Território externo da Austrália. |
| Nova Caledónia                  | Nova Caledónia                                                                                 | Numeá                                                                                          | Coletividade especial de França. |
| Nova Zelândia                   | Nova Zelândia                                                                                  | Wellington                                                                                     | Apesar de maioritariamente situada na Oceania, a Nova Zelândia inclui três grupos de ilhas (Ilhas Antípodas, Ilhas Campbell e Ilhas Auckland), que fazem parte integrante do seu território, localizadas na Antártida. |
| Palau                           | Palau (República de Palau)                                                                     | Melequeoque (oficial) Ngerulmud (sede do governo)                                              | |
| Papua-Nova Guiné                | Papua Nova Guiné (Estado Independente da Papua Nova Guiné)                                     | Porto Moresby                                                                                  | Normalmente é considerada como fazendo parte da Oceania. Contudo, raramente é incluída na Ásia. |
| Ilhas Pitcairn                  | Ilhas Pitcairn (Ilhas Pitcairn, Henderson, Ducie e Oeno)                                       | Adamstown                                                                                      | Território ultramarino do Reino Unido. |
| Polinésia Francesa              | Polinésia Francesa                                                                             | Papeete                                                                                        | Região ultramarina de França. |
| Kiribati                        | Quiribáti (República do Quiribáti)                                                             | Taraua                                                                                         | |
| Ilhas Salomão                   | Ilhas Salomão                                                                                  | Honiara                                                                                        | |
| Samoa                           | Samoa (Estado Independente da Samoa)                                                           | Apia                                                                                           | |
| Samoa Americana                 | Samoa Americana                                                                                | Fagatogo (sede de governo) Pago Pago (oficial)                                                 | Território não incorporado e não organizado dos Estados Unidos. |
| Timor-Leste                     | Timor-Leste (República Democrática de Timor-Leste)                                             | Díli                                                                                           | Dependendo das definições, Timor-Leste, normalmente incluído na Ásia, pode por vezes ser associado à Oceania. |
| Tonga                           | Tonga (Reino de Tonga)                                                                         | Nucualofa                                                                                      | |
| Tokelau                         | Toquelau                                                                                       | —                                                                                              | Território da Nova Zelândia. |
| Tuvalu                          | Tuvalu                                                                                         | Funafuti                                                                                       | |
| Vanuatu                         | Vanuatu (República de Vanuatu)                                                                 | Porto Vila                                                                                     | |
| Estados Unidos                  | Ilha Wake                                                                                      | —                                                                                              | Território não incorporado e não organizado dos Estados Unidos. |
| França                          | Wallis e Futuna (Território das Ilhas Wallis e Futuna)                                         | Mata-Utu                                                                                       | Coletividade ultramarina de França. |